# Nicolae Dumba
Nicolae Dumba (n. 24 iulie 1830, Viena, Imperiul Austriac – d. 23 martie 1900, Budapesta, Austro-Ungaria) a fost un industriaș și politician liberal aromân activ la Viena și Budapesta. Nepotul său de văr, Constantin Dumba, a fost ambasadorul Austro-Ungariei în Statele Unite ale Americii.

## Familia și studiile
Tatăl său Stere Dumba (1794-1870) a emigrat în anul 1817 din Blața⁠(en)[traduceți], aflată sub administrație otomană, la Viena. Din comerțul cu bumbac a acumulat o avere impresionantă. Fabrica textilă de la Tattendorf a ajuns în anul 1853 în proprietatea familiei Dumba, asigurându-i venituri suplimentare.
Nicolae Dumba a absolvit în anul 1842 Gimnaziul Academic din Viena⁠(en)[traduceți]. În anul 1863 s-a căsătorit cu Maria Maniu.

## Cariera politică

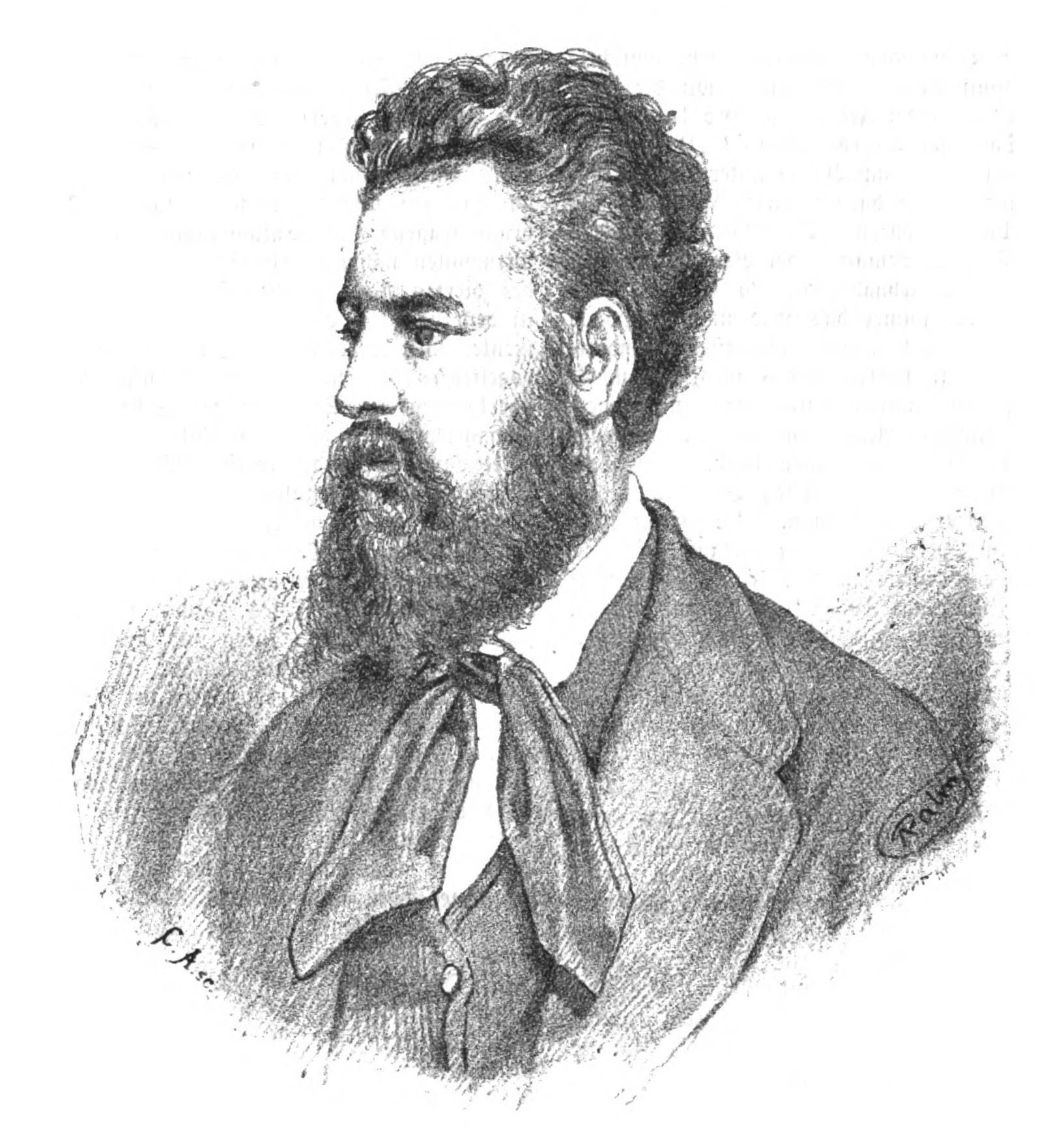
Nicolae Dumba în 1873

A fost ales deputat în Parlamentul Austriei în patru legislaturi, începând cu 1870. Între anii 1878-1879 a fost vicepreședintele Comisiei pentru Învățământ.
În 15 septembrie 1885 a devenit membru pe viață al Camerei Lorzilor, camera superioară a Consiliului Imperial Austriac.

## Cariera financiară
Între anii 1880-1900 a fost director general al Erste Österreichische Spar-Casse (în prezent Erste Bank).

## Activitatea filantropică
Nicolae Dumba a fost un mare filantrop, în special în domeniul artelor și muzicii. Era prieten cu artiști precum Hans Makart, Gustav Klimt și Carl Kundmann. A sprijinit financiar numeroase inițiative culturale austriece, inclusiv construirea Wiener Musikverein. În semn de respect, autoritățile austriece au denumit o stradă din apropierea clădirii după el.

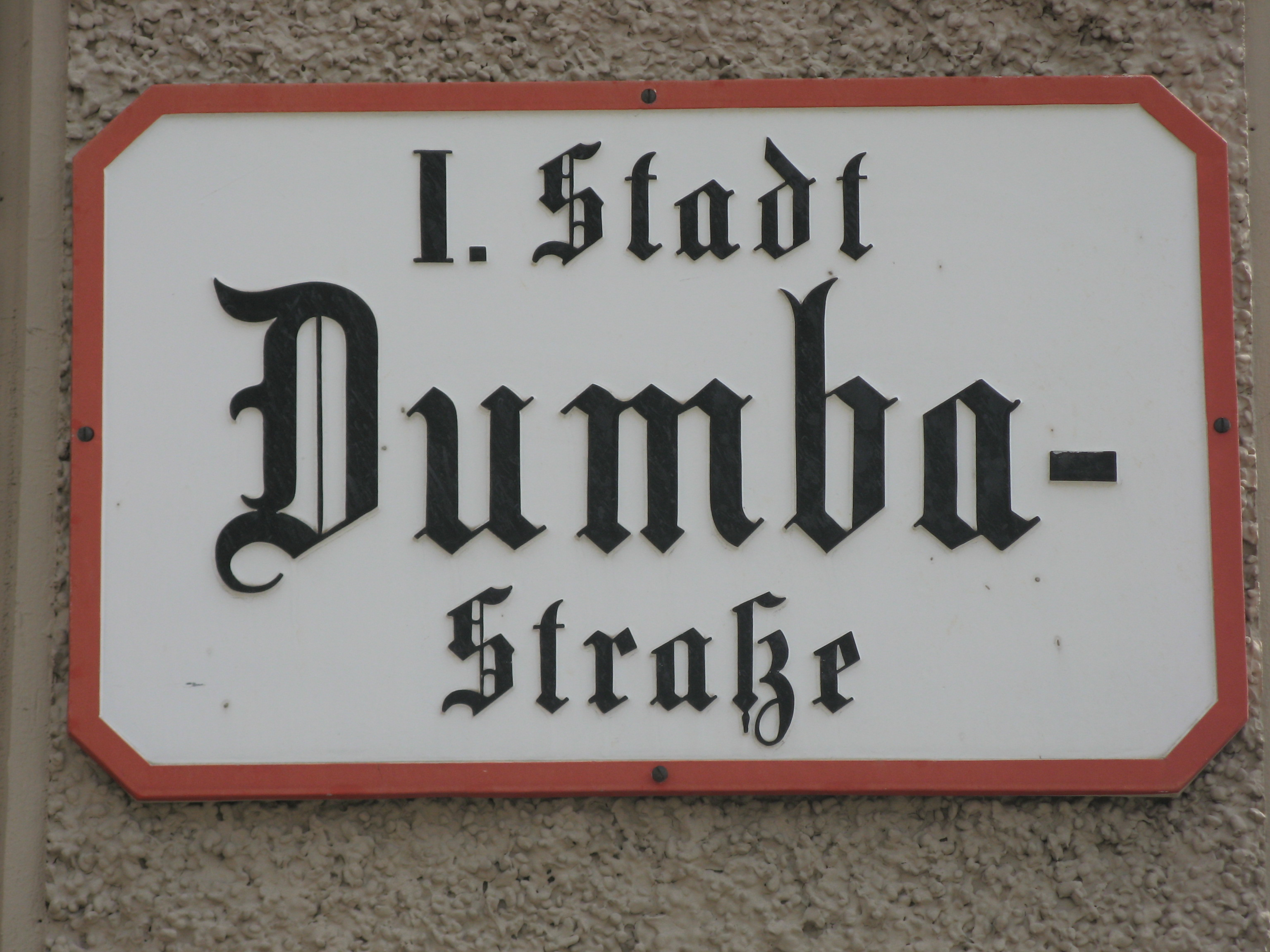
Indicator al Dumbastraße (Strada Dumba).

A susținut foarte mult și cultura greacă: a făcut donații Universității din Viena, iar în Serres, orașul nativ al tatălui său, a construit un orfelinat și o școală de arte, împreună cu prietenul său, politicianul grec de origine aromână Gheorghe Averov.
Dumba a susținut de asemenea și cultura română. A fost principalul finanțator al Societății România Jună (a studenților români din Viena) și a susținut financiar numeroase inițiative culturale din nou-formatul Regat Român. Din acest motiv, a fost decorat cu Ordinul „Coroana României” în grad de Mare Ofițer.